# Cody Glass
Cody Glass (* 1. dubna 1999) je profesionální kanadský hokejový útočník momentálně hrající v týmu New Jersey Devils v severoamerické lize NHL.

## Hráčská kariéra
V roce 2017 byl draftován v 1. kole z celkové 6. pozice klubem Vegas Golden Knights. Byl první volbou draftu pro klub, který vznikl téhož roku. V červenci 2017 s klubem podepsal tříletou vstupní nováčkovskou smlouvu. V NHL debutoval 2. října 2019 v zápase proti San Jose. V létě 2021 byl vyměněn do Nashvillu.

## Soukromý život
Narodil se ve Winnipegu v kanadské provincii Manitoba v roce 1999. Potom co se jeho rodiče v roce 2010 rozvedli, zůstal Cody společně se starším bratrem Matthewem v péči otce Jeffa, který pracoval jako pošťák. Přestěhovali se k Jeffově matce Judy, která pomáhala s výchovou svých vnuků. Zemřela v roce 2016 na Non-Hodgkinův lymfom. Od roku 2017 je jeho přítelkyní Bailey Carter, zdravotní sestřička, která pochází z Nashvillu.

## Statistiky

### Klubové statistiky
| Sezóna      | Klub                     | Soutěž      |     | Základní část | Základní část | Základní část | Základní část | Základní část |   | Play off | Play off | Play off | Play off | Play off |
| Sezóna      | Klub                     | Soutěž      | Z   | G             | A             | B             | TM            | Z             | G | A        | B        | TM       |          |          |
| 2014–15     | Portland Winterhawks     | WHL         | 3   | 0             | 0             | 0             | 0             | —             | — | —        | —        | —        |          |          |
| 2015–16     | Portland Winterhawks     | WHL         | 65  | 10            | 17            | 27            | 20            | 4             | 1 | 2        | 3        | 0        |          |          |
| 2016–17     | Portland Winterhawks     | WHL         | 69  | 32            | 62            | 94            | 36            | 11            | 4 | 5        | 9        | 10       |          |          |
| 2017–18     | Portland Winterhawks     | WHL         | 64  | 37            | 65            | 102           | 26            | 12            | 4 | 9        | 13       | 2        |          |          |
| 2018–19     | Portland Winterhawks     | WHL         | 38  | 15            | 54            | 69            | 18            | 1             | 1 | 0        | 1        | 0        |          |          |
| 2018–19     | Chicago Wolves           | AHL         | 6   | 3             | 2             | 5             | 2             | 22            | 7 | 8        | 15       | 6        |          |          |
| 2019–20     | Vegas Golden Knights     | NHL         | 39  | 5             | 7             | 12            | 6             | —             | — | —        | —        | —        |          |          |
| 2019–20     | Chicago Wolves           | AHL         | 2   | 1             | 1             | 2             | 0             | —             | — | —        | —        | —        |          |          |
| 2020–21     | Vegas Golden Knights     | NHL         | 27  | 4             | 6             | 10            | 8             | 1             | 0 | 0        | 0        | 0        |          |          |
| 2020–21     | Henderson Silver Knights | AHL         | 14  | 4             | 6             | 10            | 24            | 2             | 0 | 3        | 3        | 0        |          |          |
| 2021–22     | Nashville Predators      | NHL         | 8   | 0             | 1             | 1             | 0             | 2             | 0 | 0        | 0        | 0        |          |          |
| 2021–22     | Milwaukee Admirals       | AHL         | 66  | 14            | 48            | 62            | 20            | 7             | 1 | 5        | 6        | 2        |          |          |
| 2022–23     | Nashville Predators      | NHL         | 72  | 14            | 21            | 35            | 20            | —             | — | —        | —        | —        |          |          |
| 2023–24     | Nashville Predators      | NHL         | 41  | 6             | 7             | 13            | 20            | —             | — | —        | —        | —        |          |          |
| 2024–25     | Pittsburgh Penguins      | NHL         | 51  | 4             | 11            | 15            | 12            | —             | — | —        | —        | —        |          |          |
| 2024–25     | New Jersey Devils        | NHL         | 14  | 2             | 5             | 7             | 4             | 5             | 0 | 0        | 0        | 2        |          |          |
| NHL celkově | NHL celkově              | NHL celkově | 252 | 35            | 58            | 93            | 70            | 8             | 0 | 0        | 0        | 2        |          |          |

### Reprezentační statistiky
| Rok                           | Tým                           | Soutěž                        | Z  | G | A | B | TM |
| ----------------------------- | ----------------------------- | ----------------------------- | -- | - | - | - | -- |
| 2017                          | Kanada 18                     | MS18                          | 3  | 2 | 1 | 3 | 0  |
| 2019                          | Kanada 20                     | MSJ                           | 5  | 2 | 4 | 6 | 2  |
| 2023                          | Kanada                        | MS                            | 10 | 0 | 4 | 4 | 2  |
| Juniorská reprezentace celkem | Juniorská reprezentace celkem | Juniorská reprezentace celkem | 8  | 4 | 5 | 9 | 2  |
| Seniorská reprezentace celkem | Seniorská reprezentace celkem | Seniorská reprezentace celkem | 10 | 0 | 4 | 4 | 2  |